# 얄라

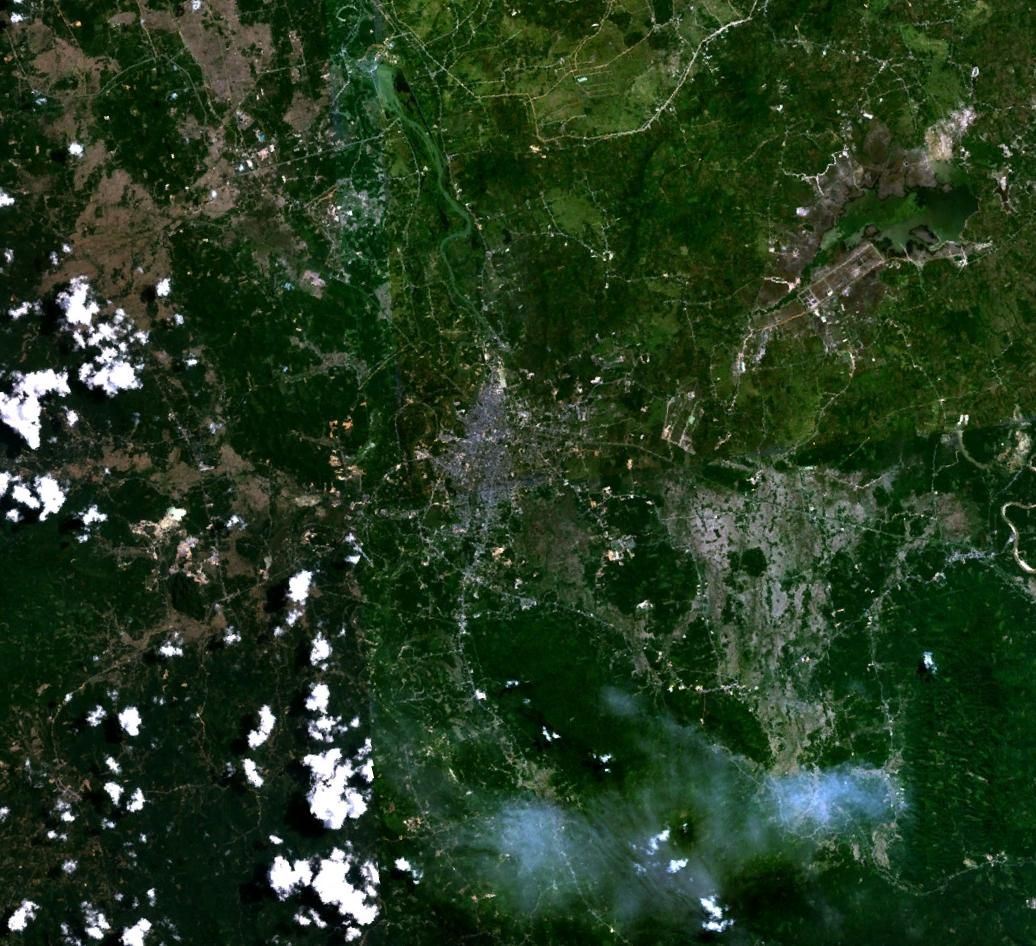
얄라의 위성 사진

얄라(태국어: ยะลา)는 태국 최남단의 도시로 말레이시아 국경 근처에 위치하고 얄라 주의 주도이다. 인구는 2019년 기준으로 79,308명이다. 도시(테사반 나콘)는 므앙얄라 군에 속한다.

## 역사
얄라는 빠따니 왕국의 일부였다. 버마가 아유타야 왕국을 점령했을 때 남부의 속국들은 독립하게 되었다. 얄라는 약 41년 후에 다시 태국의 일부가 되었다.

## 교통
방콕에서 얄라로 가는 버스가 하루 3번 운행한다. 기차로는 방콕에서 얄라까지 가는데 17시간이 걸린다. 공항은 없다.